# Joseph Albert
Joseph (Josef) Albert (ur. 5 marca 1825 w Monachium, zm. 5 marca 1886 tamże) – niemiecki fotograf i wynalazca. Twórca techniki światłodruku.
Studiował fizykę i chemię. Po zakończeniu edukacji w 1850 roku założył studio fotograficzne w Augsburgu. W 1857 powrócił do Monachium. Portretował rodzinę królewską, dokumentował też fotografią liczne przedsięwzięcia budowlane.
Został pochowany na Starym Cmentarzu Południowym w Monachium.
W ślady Josefa Alberta poszedł jego syn Eugen (1856-1929).